# Hadinec jitrocelovitý

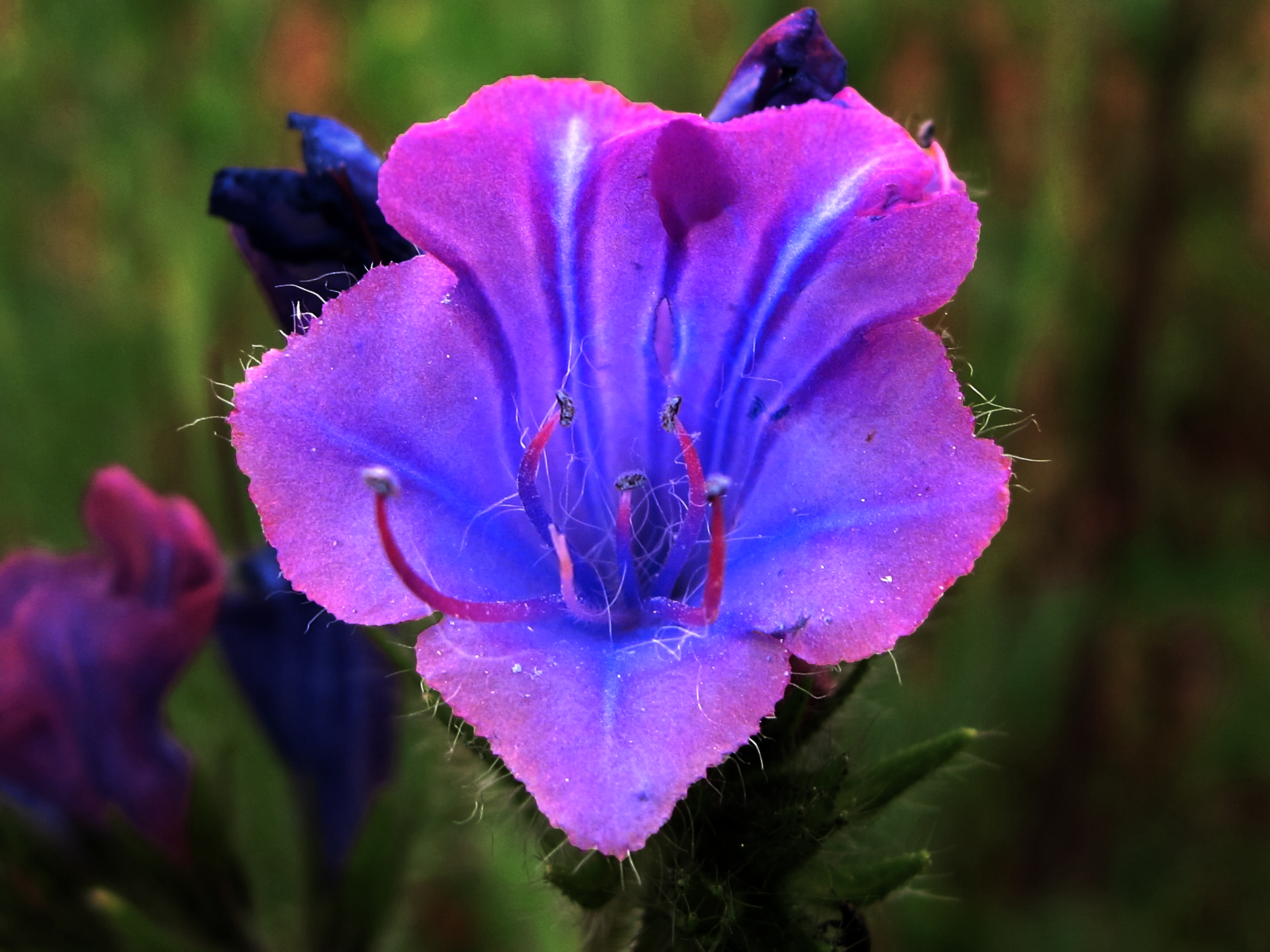
Květ s tyčinkami a bliznou

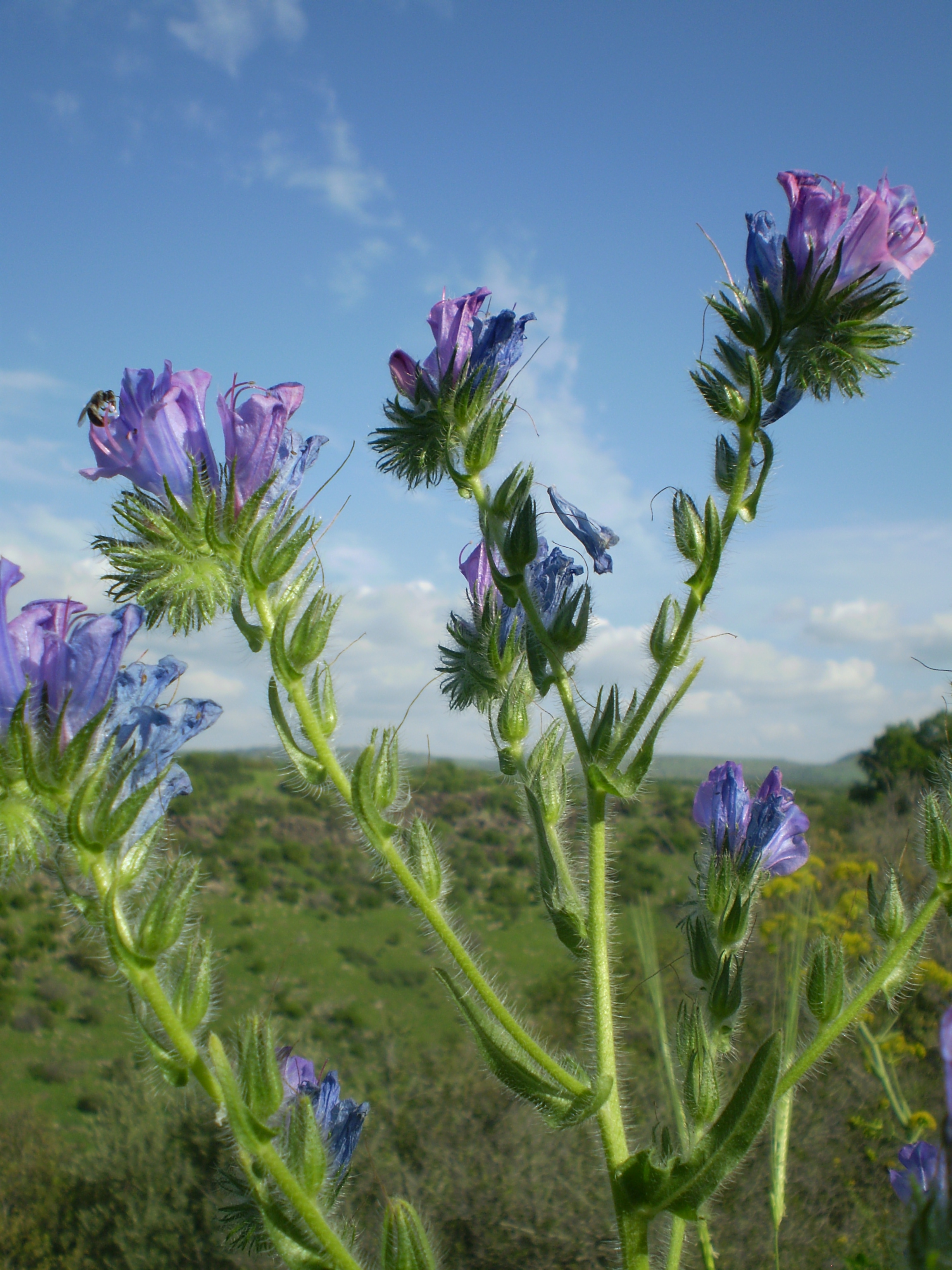
Dvojvijany květů s listeny

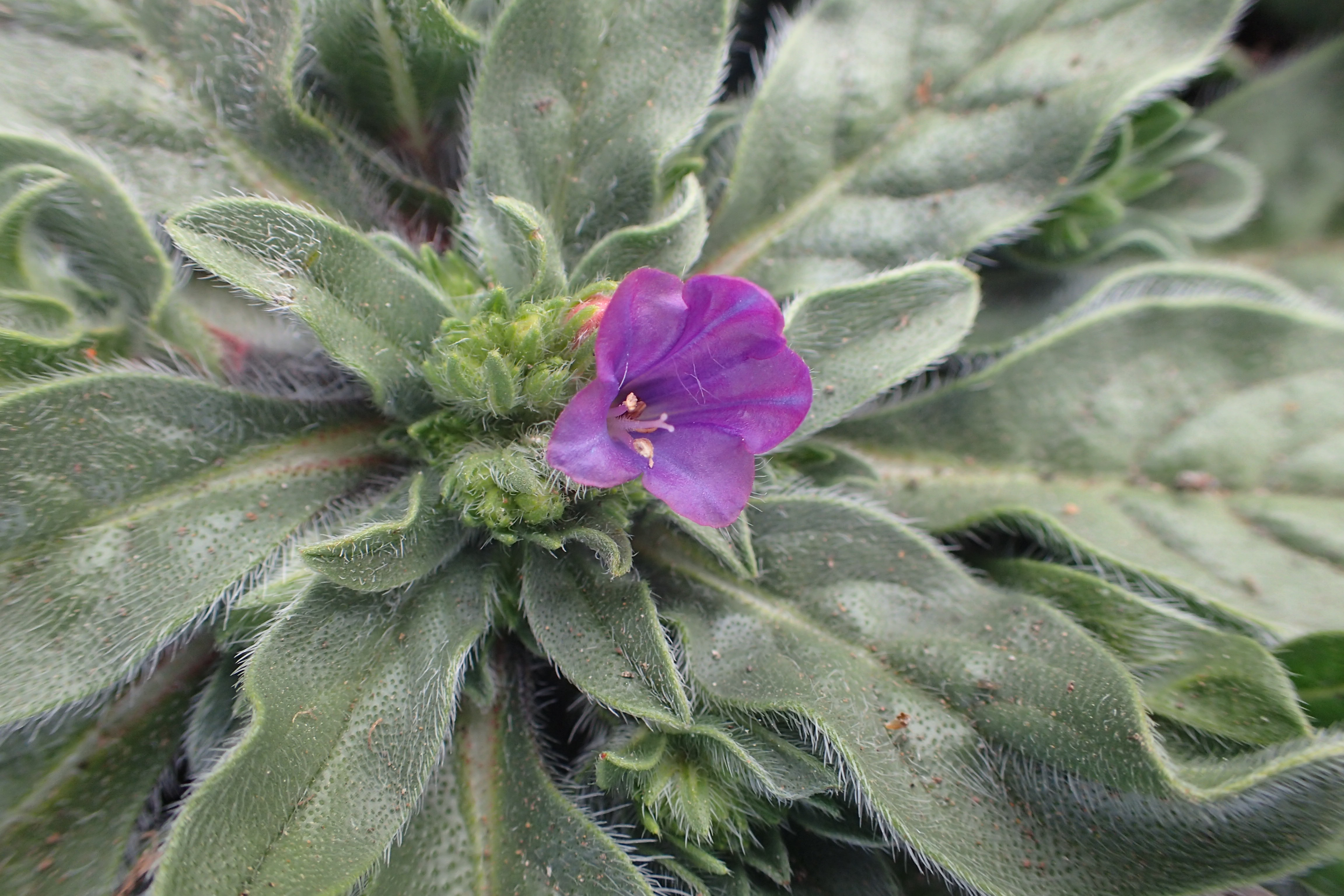
Drsně štětinaté listy

Hadinec jitrocelovitý (Echium plantagineum) je štětinatě chlupatá bylina vysoká 30 až 60 cm, která koncem jara a počátkem léta kvete četnými červenofialovými květy nálevkovitého tvaru. V přírodě České republiky tento nepůvodní druh běžně neroste, je považován jen za přechodně zplanělý.

## Rozšíření
Rostlina pochází z rozsáhlého území rozprostírajícího se okolo Středozemního moře na evropské i africké straně. Brzy po svém vzniku se pro svou nenáročnost a příhodné podmínky rozšířil po velké části Evropy. Vyjma chladnějších oblastí na severu Evropy se stal původním druhem v areálu od Španělska a Velké Británie na západě až po asijské Turecko a jih evropského Ruska na východě. Dále se dostal na Kavkaz, do Palestiny i na sever Saúdské Arábie. V Africe roste v zemích na pobřeží Středozemního moře a také na ostrovech Makaronésie.
Druhotně byl rozšířen, na čemž měli hlavní podíl novodobí osadníci, do Severní a hlavně Jižní Ameriky, do celé Austrálie, na Nový Zéland a do východní a jižní Afriky. Na území Česka se tato rostlina běžně nevyskytuje, byla zde nalezena pouze v roce 1960 na vrchu Hády u Brna, její opětovné zavlečení ale není vyloučeno.

## Ekologie
Obvykle roste na suchých mezích, úhorech, po okrajích křovin i světlých lesů, v suchých stepích, na degradovaných pastvinách, rumištích i náspech okolo cest. Potřebuje slunné, sušší stanoviště a propustnou, písčitou nebo kamenitou půdu, špatně roste na půdách alkalických. Vyskytuje se až do nadmořské výšky 2400 m n. m.
Na územích s chladnějším podnebím roste jako jednoletá rostlina, v teplejším a sušším klimatu se vyskytuje jako dvouletá. Rostlina na teplém stanovišti brzy z jara, ze semene uloženého v půdě, vyklíčí a vykvete, následně semena uzrají a vypadnou do půdy. S příchodem dešťů některá čerstvá semena za teplého podzimu vyklíčí a vytvoří listovou růžici, která přežije mírnou zimu (vznikne dvouletá rostlina). Následného roku z ní brzy na jaře vyraší lodyha s květy, jež odkvetou a vysemení se. Semena, která nevyklíčila předešlého roku na podzim, vyklíčí v teplé půdě až počátkem jara následujícího roku (vznikne jednoletá rostlina) a bylina kvete a plodí s malým zpožděním za dvouletou rostlinou. V České přírodě může být s ohledem na podnebí převážně jen rostlinou jednoletou.

## Možnost záměny
Od ostatních dvou druhů, přirozeně v české přírodě rostoucích, lze hadinec jitrocelovitý nejsnáze odlišit fialovou barvou květů a objímavými listy u spodu lodyhy a od rozšířeného hadince obecného navíc i pouze dvěma delšími, ven z koruny vyčnívajícími tyčinkami.

## Popis
Jednoletá nebo dvouletá rostlina vysoká až 60 cm, které má lodyhu i listy drsně štětinaté. Lodyha je zelená, přímá, vyrůstá z listové růžice a obvykle se již od spodu větví. Listy v růžici jsou celistvé, bývají oválné nebo protáhle eliptické, dlouhé 5 až 25 cm, široké 1,5 až 10 cm a mívají řapík do 6 cm, po obvodě jsou často zvlněné a na koncích tupě špičaté. Lodyžní listy jsou drobnější, přisedlé, na bázi srdčitě objímavé a na vrcholu tupě špičaté.
Květy jsou pětičetné, oboupohlavné, dlouhé až 3 cm a široké do 1,5 cm, vyrůstají v úžlabních dvojvijanech a jsou podepřené dlouze kopinatými listeny. Kalich je hluboce dělený do pěti chlupatých cípů. Koruna je nálevkovitá a na bázi srostlá v prohnutou korunní trubku, která je na konci rozšířena do pěti nestejně dlouhých cípů. Mívá barvu červenou až modrou a později přechází do tmavomodré až fialové, vzácněji bývá růžová či bílá. V květu je pět červenavě modrých tyčinek s prašníky s modrým pylem, dvě z nich mají delší nitky a vyčnívají ven z trubky. Z květu ční i dlouhá čnělka s dvojitou bliznou, která je opylována hmyzem slétajícím se pro nektar.
Plod je seskupení čtyř tvrdek (semen) obalených pěti vytrvalými kališními lístky. Tři semena ve zralosti snadno opadají, čtvrté je s lůžkem pevně spojeno a vypadne až později, až rostlina usychá. Semena jsou 2 až 3 mm velká, hnědá, šedá nebo černá, trojhranná a hrubě bradavčitá. Obvykle se rozšiřují větrem, povrchovou vodou, vozidly a zemědělskými stroji, senem, siláži, vlnou, nechtěnou příměsí v semenech užitkových rostlin nebo v srstí či zažívacím traktu zvířat. Semeno může čekat v půdě na vhodné podmínky ke klíčení až pět let.

## Toxicita
O rostlině se vědělo, že je jedovatá a v lidovém léčitelství se používala jen ojediněle. Problémy nastaly, když se začala nekontrolovaně šířit na nová území. Například v Austrálii, kde se naturalizovala mezi léty 1850 až 1900, byla dlouho považována za užitečné krmivo zemědělských zvířat, protože rostla v místních klimatických podmínkách i v období sucha, kdy jiné rostliny již usychaly a dobytek ji ochotně přijímal. Rozšířila se přirozeně i za přispění lidí na miliony hektarů půdy a začala být nazývána "spásou".
Po úhynu většího počtu pasoucích se zvířat se ale časem zjistilo, že bylina obsahuje toxické pyrrolizidinové alkaloidy, hlavně echimidin, které nepůsobí na všechna zvířata stejně. Pro přežvýkavce se složeným žaludkem jsou škodlivé až ve vyšších dávkách, pro koně a prasata jsou nebezpečné již v malém množství, zvířata po požití viditelně ztrácejí na hmotnosti, slábnou, dostavuje se u nich letargie, deprese a nežerou. Echimidin obsažený v bylině, kořenech i semenech je metabolizován jaterními enzymy na deriváty pyrrolu, které mají na zvířata nepříznivé účinky. V současnosti je tato bylina, vyskytující se na velikých plochách, v Austrálii nazývána "prokletím".
Rostlina byla mezitím zavlečena i do Severní a Jižní Ameriky, stejně jako do jižní Afriky, kde se všude stala na pastvinách obávaným invazním druhem. U savců s jednoduchým žaludkem může i občasné krmení hadincem jitrocelovitým skončit úhynem. Obsažené alkaloidy jsou škodlivé i pro lidi, jsou velmi stálé a bývají v nepatrném množství nacházeny i v medu sbíraném včelami na kvetoucích rostlinách hadince jitrocelovitého.
Olej ze semen má příznivé účinky na lidskou pokožku a proto se využívá v přírodní kosmetice, v krémech proti vráskám nebo v přípravcích pro zjemnění pokožky, hlavně v okolí oči.

## Hadincový olej – nová potravina
Hadincový olej má vysoký obsah polynenasycených mastných kyselin z řady omega 3, kterých máme v naší stravě nedostatek. Na rozdíl od jiných olejů (např. lněný olej) není jejich zdrojem jen kyselina alfa-linolenová. Významný podíl zaujímá kyselina stearidonová (více než 10 %). Vzhledem k specifickému složení mastných kyselin a nutričně významnému obsahu kyseliny stearidonové bylo použití hadincového oleje schvalováno jako jako nová potravina (potravina nového typu).
Olej lze přidávat jako funkční ingredienci do různých potravin. Na základě prováděcího nařízení EU č. 2017/2470 z roku 2018 je i celkový obsah kyseliny stearidované v různých potravinách (viz tabulka) limitujícím faktorem, jaký maximální podíl hadincového oleje může být do těchto potravin přidán.
| Specifikovaná kategorie potravin                                                                                                  | Maximální množství kyseliny stearidonové (STA)                                   |
| Mléčné výrobky a jogurtové nápoje dodávané v jednotlivě balených porcích                                                          | 250 mg / 100 g; 75 mg / 100 g pro nápoje                                         |
| Sýrové výrobky | 750 mg / 100 g                                                                   |
| Roztíratelné tuky a zálivky | 750 mg / 100 g                                                                   |
| Snídaňové cereálie | 625 mg / 100 g                                                                   |
| Doplňky stravy podle definice ve směrnici 2002/46/ES                                                                              | 500 mg/den                                                                       |
| Potraviny pro zvláštní lékařské účely podle definice v nařízení (EU) č. 609/2013                                                  | V souladu se zvláštními nutričními potřebami osob, pro které jsou výrobky určeny |
| Náhrada celodenní stravy pro regulaci hmotnosti podle definice v nařízení (EU) č. 609/2013 a náhrady jídla pro regulaci hmotnosti | 250 mg / jedna porce                                                             |